# Ochotona macrotis
A pika-de-orelhas-largas (Ochotona macrotis) é um lagomorfo é encontrando na Ásia Central.